# Hovrila, Maramureș
Hovrila (în maghiară Hávord, în germană Schaumdorf) este o localitate componentă a orașului Șomcuta Mare din județul Maramureș, Transilvania, România.

## Istoric
Prima atestare documentară: 1603 (Hovrila). 

## Etimologie
Etimologia numelui localității: din Gavrilă, cu transformarea lui G în H, ca în ucraineană. 

## Demografie
La recensământul din 2011, populația era de 280 locuitori. 